# 赤羽根海岸

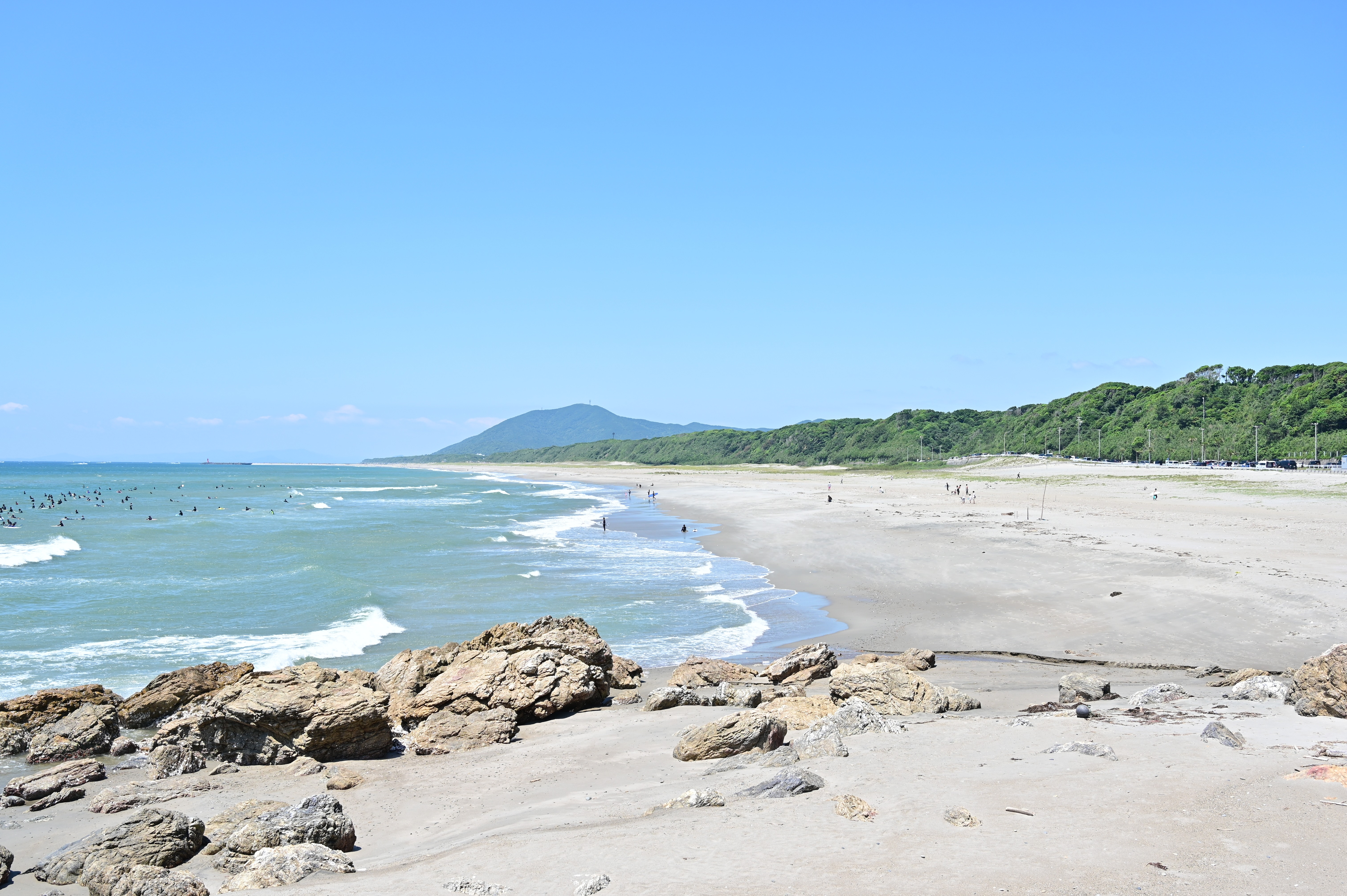
太平洋ロングビーチ

赤羽根海岸（あかばねかいがん）は、愛知県田原市にある海岸である。旧・渥美郡赤羽根町の海岸部分を指し、太平洋ロングビーチまたは赤羽根ロングビーチという愛称で親しまれている。

## 地理
片浜十三里の砂浜の一角で、一色ノ磯浜から赤羽根漁港の手前までの砂浜が通称太平洋ロングビーチといわれる。渥美半島の中央、太平洋沿岸の遠州灘に面しており、全長は約3km。周辺には赤羽根漁港や道の駅あかばねロコステーションがある。
一帯はサーフィンの世界大会なども開催されるメジャーポイントで、駐車場やシャワー設備等が整備され、季節を問わず名古屋、関西方面を中心に多くのサーファーが集まる。遊泳は禁止されている。

## 経済

### 赤羽根漁港

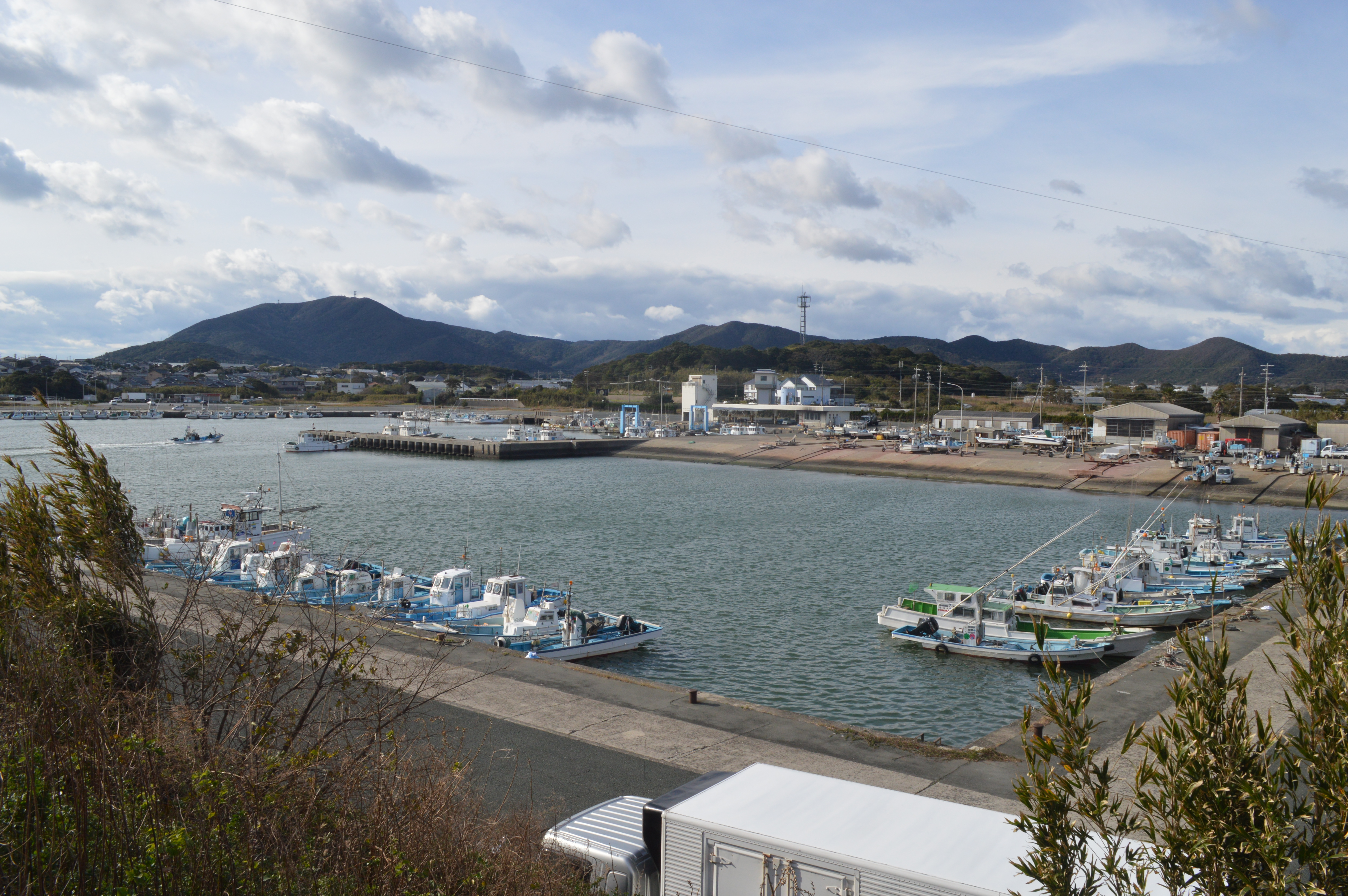
赤羽根漁港

赤羽根漁港は表浜唯一の港湾であり、池尻川と精進川の河口に建設された。港湾の東側には赤羽根の西集落、港湾の西側には池尻の集落がある。かつては海岸に近い部分を県道が横断していたが、現在は赤羽根と池尻の集落の北側（内陸側）を国道42号が通っている。
1955年（昭和30年）頃までの表浜の漁業は（船舶や港を使わない）地引き網業が主体だったが、1951年（昭和26年）7月28日には農林省から赤羽根漁港が第一種漁港に指定され、1952年（昭和27年）11月11日には第四種漁港（漁業開発や漁船の避難用）に指定された。これを受けて1953年（昭和28年）には漁港の第1次造成工事が開始され、事業主体は国であるものの、赤羽根町も建設協力金を支出している。その後も第2次から第9次までの漁港整備工事が行われている。

## 自然

### アカウミガメ
表浜一帯はアカウミガメの産卵地でもある。毎年5月頃から上陸・産卵が見られ、8月頃まで続く。孵化までに、60-70日かかる。サーファーの利用する砂浜海岸と産卵地が重なる所もある。

## 文化

### サーフィン
渥美半島の太平洋岸は、一年を通じてサーフィンに適した波があり、全国有数のサーフィンスポットで、全国から多くのサーファーが訪れている。サーフィン世界大会や国内大会なども開催されている。2018年には、ワールドサーフィンゲームス(Urban Research ISA World Surfing Games)が開かれ、過去最高の47か国・245選手が参加した。
1965年頃から赤羽根を訪れるようになったサーファーは、1970年代に急増したが、住民とのトラブルも増加した。当時の赤羽根町では、サーフィン禁止条例まで検討された。その後、赤羽根町はサーファーとの共存を選択し、サーフィンのための環境整備を行った。サーファー側からも、夜回り、海岸清掃などの動きが生まれた。平成10年頃には赤羽根サーフィン協会が設立され、防犯ボランティアやサーフィン教室などの組織的な取り組みを行うようになった。2008年現在、それらの活動を田原市サーフィン協会が実施している。

### 田原市サーフタウン構想
2018年（平成30年）8月29日、田原市はサーフィンを通じて赤羽根地域を中心とした活性化を目指す「田原市サーフタウン構想」を公表した。田原市公式サイトは、次のように述べている。「田原市サーフタウン構想とは、赤羽根地域を中心にサーファーをはじめとする若者・子育て世代の移住数を増加させる施策を進めることで、赤羽根地域の活力維持・拡大を図り、赤羽根地域だけでなく田原市全域へと波及させ、持続的なまちづくりの発展へと繋げることを目指しています。」